# ترينيتا داجولتو ايفيجنولا
ترينيتا داجولتو ايفيجنولا، (بالإنجليزية: Trinità d'Agultu e Vignola)‏، (سردينيا: Trinitài e Vignòla)، هي بلدية في مقاطعة ساساري في منطقة سردينيا الإيطالية، وتقع على بعد حوالي 200 كيلومتر (120 ميل) شمال كالياري، وحوالي 50 كم (31 ميل) غربًا من أولبيا. 

## السكان
في سنة 1861 بلغ عدد السكان 733 نسمة، وتطور العدد ليصل في سنة 2011 لـ 2٬155 نسمة.
يظهر هذا المخطط البياني تطور النمو السكاني لـ ترينيتا داجولتو ايفيجنولا